# 第76届奥斯卡金像奖
第76届奥斯卡颁奖典礼于2004年2月29日PST下午17:30（EST晚上20:30）在美国加利福尼亚州洛杉矶好莱坞的杜比剧院举行，是美国电影艺术与科学学院旨在奖励2003年最优秀电影的盛会。本届颁奖典礼通过美国广播公司在美国直播，一共颁发了24座奥斯卡金像奖（也称学院奖），男演员比利·克里斯托第8次担任主持人，他在1990年举行的第62届奥斯卡颁奖典礼上首度担任主持人，而上一次主持则是2000年的第72届奥斯卡颁奖典礼。两星期前的2月14日，珍妮佛·嘉納在加利福尼亚州帕萨迪纳的丽思卡尔顿亨廷顿酒店及水疗中心主持颁发了奥斯卡科技成果奖。
《指环王：王者归来》赢得了包括最佳影片、导演（彼得·杰克逊）和原著改编在内的11项大奖，追平和创下了多项纪录。其它获奖电影包括获奖两项的《怒海爭鋒：極地征伐》和《神秘河流》，获奖一项的《野蛮人的入侵》、《冷山》、《海底总动员》、《迷失东京》、《女魔头》、《切尔诺贝利之心》、《戰爭迷霧》、《裸体哈维闯人生》和《两个士兵》。典礼在北美吸引了4400万电视观众收看，是该地区4年来收视人数最高的节目。

## 获奖与提名
第76届奥斯卡奖提名于2004年1月27日PST早上5:38（UTC13:38）由美国电影艺术与科学学院主席弗兰克·皮尔森和女演员雪歌妮·薇佛在比佛利山的塞缪尔·戈尔德温剧院公布，《指环王：王者归来》获得的提名数量最多，达11项，而《怒海爭鋒：極地征伐》则以10项紧随其后。
获奖名单在2004年2月29日举行的颁奖典礼上公布。《指环王：王者归来》在11项提名中全部获奖，追平了由《宾虚》和《泰坦尼克号》保持的获奖纪录，并打破了由《金粉世界》和《末代皇帝》所保持9项提名全部获奖的纪录。该片也成为史上第10部未获任何演员类奖项提名但却拿下最佳影片奖的电影。获导演奖提名的蘇菲亞·柯波拉成为历史上第3位获该奖项提名的女性，也是其中的首位美国女性。她最后成功夺得了原著剧本奖，同时父亲弗朗西斯·科波拉和祖父卡迈恩·科波拉都曾赢得过奥斯卡奖肯定，这种三代人都成为小金人得主的情况之前只出现过一次。获女主角奖提名的姬莎·卡索-休斯年仅13岁，创下该奖项提名人年纪最小的新纪录。此外，西恩·潘和蒂姆·罗宾斯分别因《神秘河流》拿下男主角和男配角奖，该片也成为历史上第四部获得两个男演员表演奖项的电影。

### 奖项
获奖者在最上方以加粗字体显示：
| 最佳影片 | 导演 |
| --- | --- |

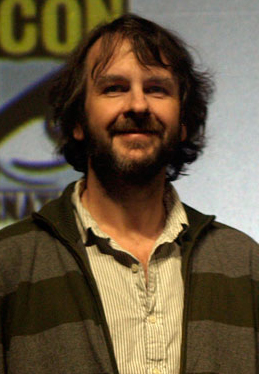
彼得·杰克逊因《指环王：王者归来》获导演奖

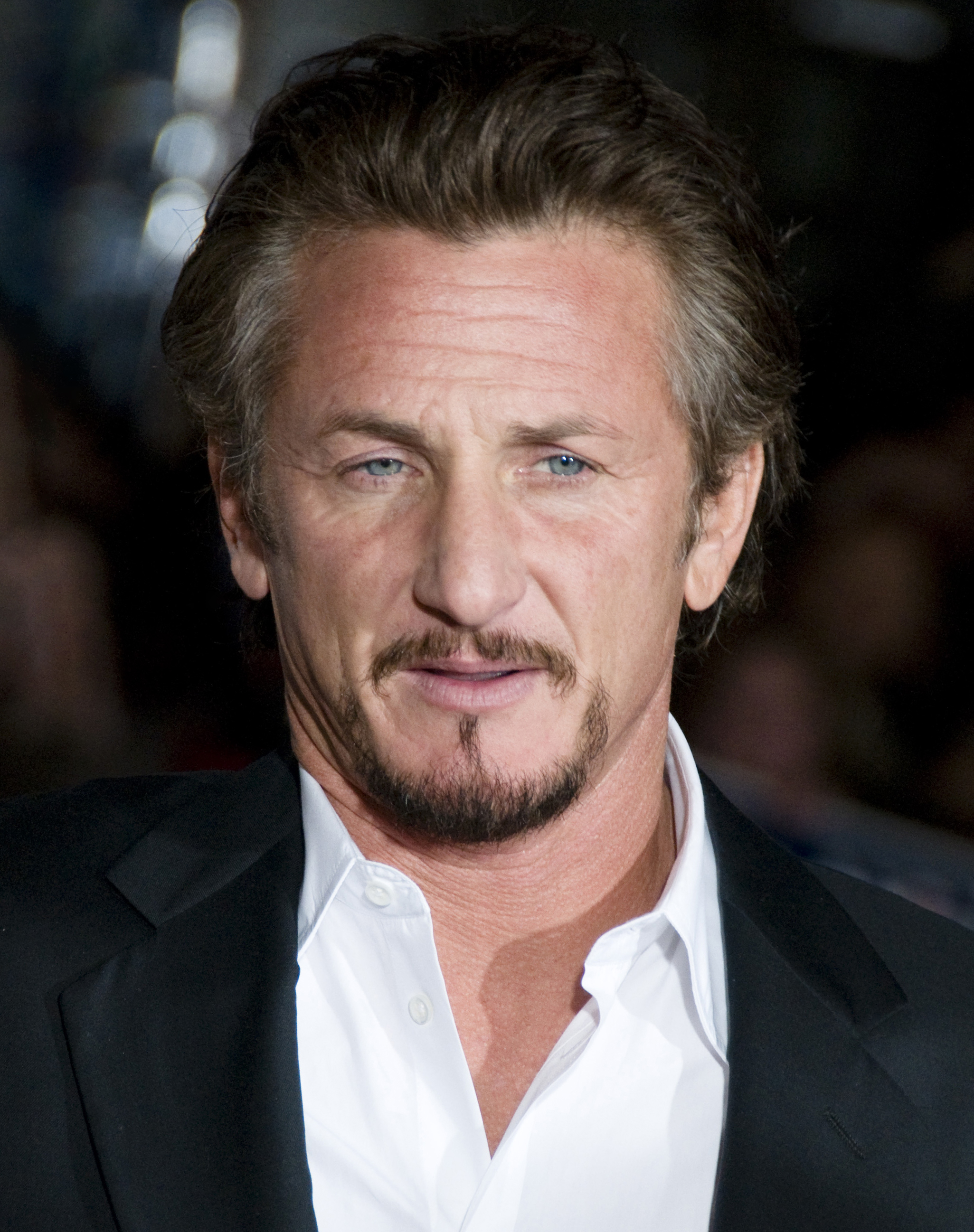
西恩·潘因《神秘河流》获男主角奖

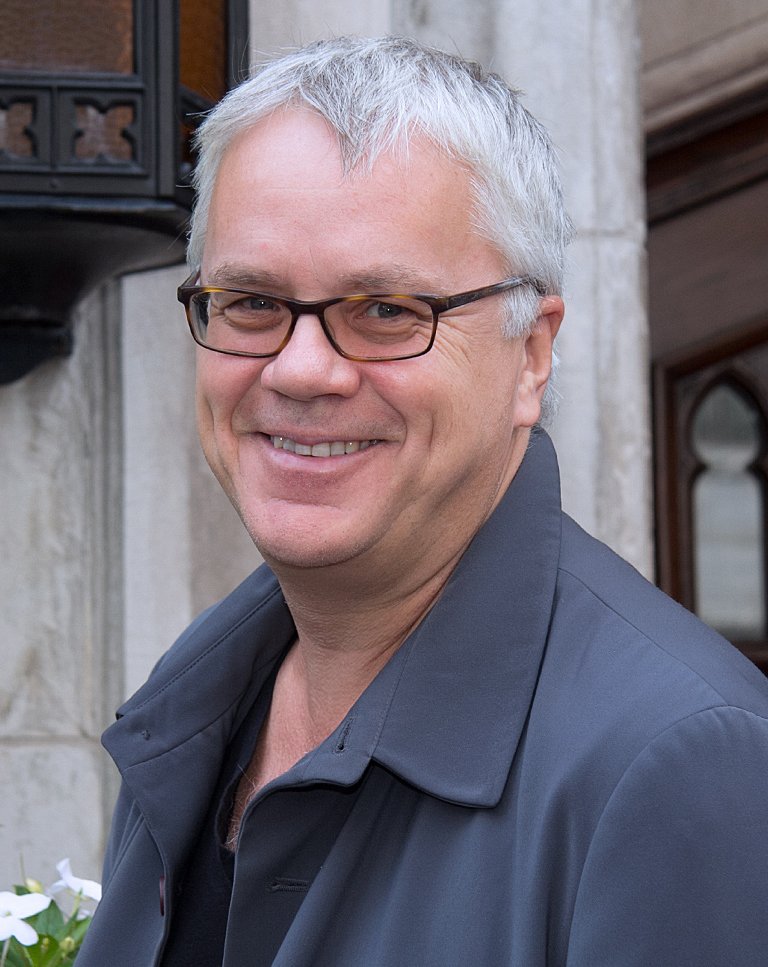
蒂姆·罗宾斯因《神秘河流》获男配角奖

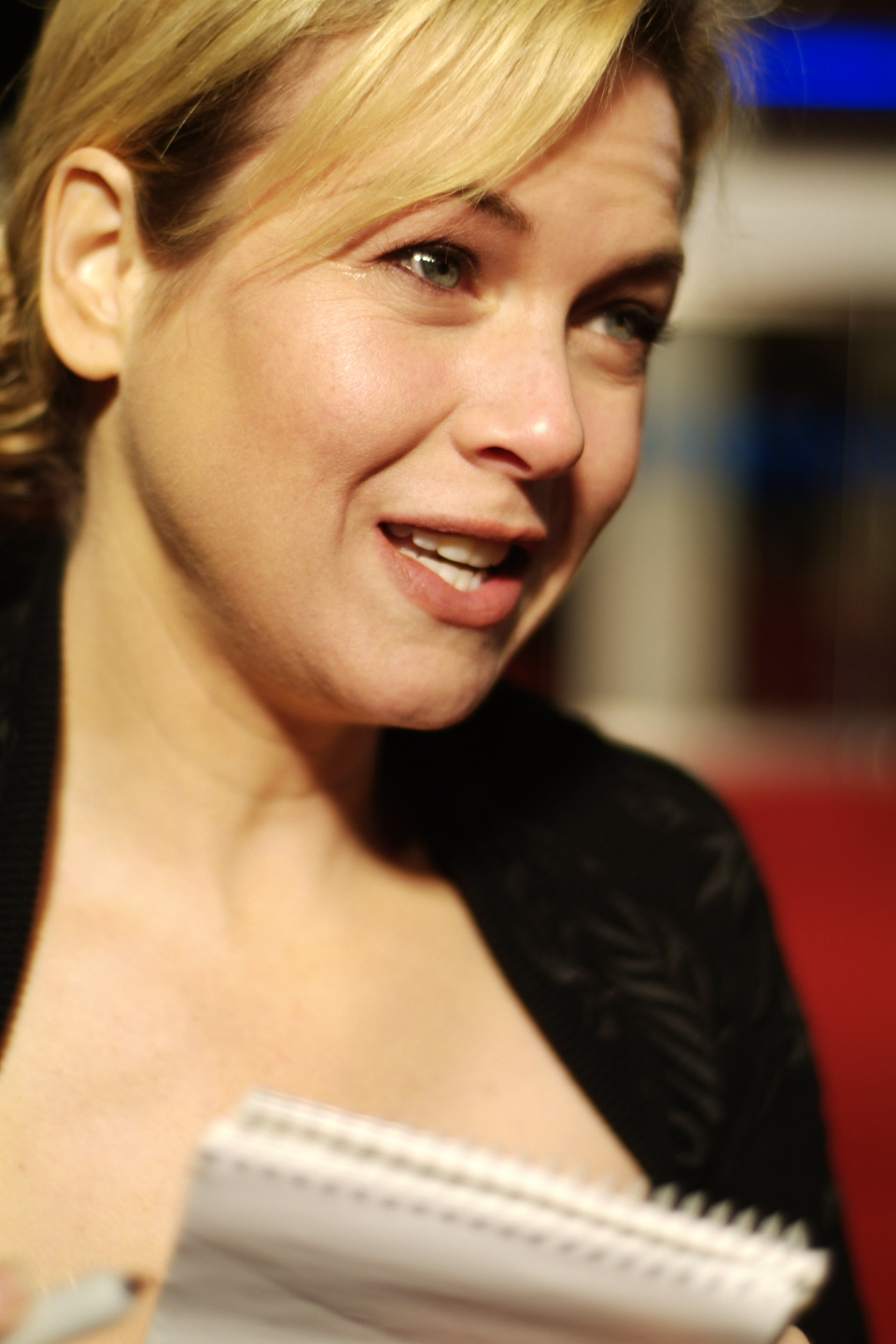
蕾妮·齐薇格因《冷山》获女配角奖

| - 《指环王：王者归来》——彼得·杰克逊、弗兰·威尔士和巴里·奥斯本 - 《迷失东京》——蘇菲亞·柯波拉和罗斯·卡兹 - 《怒海爭鋒：極地征伐》——小塞缪尔·戈德温（Samuel Godwyn, Jr.）、彼得·威尔和邓肯·亨德森（Duncan Henderson） - 《神秘河流》——克林·伊斯威特、朱迪·C·霍伊特（Judie C. Hoyt）和罗伯特·洛伦兹 - 《壮志奔腾》 ——凱斯琳·甘迺迪、法蘭克·馬歇爾和蓋瑞·羅斯                                                                      | - 彼得·杰克逊——《指环王：王者归来》 - 蘇菲亞·柯波拉——《迷失东京》 - 克林·伊斯威特——《神秘河流》 - 费尔南多·梅里尔斯——《無法無天》 - 彼得·威尔——《怒海爭鋒：極地征伐》 |
| 男主角 | 女主角 |
| - 西恩·潘——《神秘河流》 - 強尼·戴普——《加勒比海盗：黑珍珠号的诅咒》 - 本·金斯利——《尘雾家园》 - 裘德·洛——《冷山》 - 比爾·莫瑞——《迷失东京》 | - 查理兹·塞隆——《女魔头》 - 姬莎·卡索-休斯——《鲸骑士》 - 黛安·基顿——《爱是妥协》 - 薩曼莎·摩頓——《前进天堂》 - 妮奥米·瓦兹——《靈魂的重量》 |
| 男配角 | 女配角 |
| - 蒂姆·罗宾斯——《神秘河流》 - 艾力·寶雲——《倒霉蛋》 - 班尼西歐·狄奧·托羅——《靈魂的重量》 - 杰曼·翰苏——《前进天堂》 - 渡邊謙——《最後武士》 | - 蕾妮·齐薇格——《冷山》 - 索瑞·安达斯鲁——《尘雾家园》 - 派翠西娅·克拉克森——《四月醉片》 - 马西娅·盖伊·哈登——《神秘河流》 - 荷莉·亨特——《芳齡十三》 |
| 原著剧本 | 原著改编 |
| - 《迷失东京》——蘇菲亞·柯波拉 - 《美丽坏东西》——斯蒂文·奈特 - 《海底总动员》——安德鲁·斯坦顿、鲍勃·彼德森和大卫·雷诺兹（David Reynolds） - 《前进天堂》——吉姆·谢里丹、纳奥米·谢里丹（Naomi Sheridan）和科斯汀·谢里丹 - 《野蛮人的入侵》——丹尼斯·阿坎德 | - 《指环王：王者归来》——彼得·杰克逊、弗兰·威尔士和菲利帕·鲍恩斯改编自J·R·R·托尔金的小说《王者再臨》 - 《美国荣耀》——莎里·斯宾厄·伯曼和罗伯特·帕西尼改编自哈维·佩卡的同名小说和乔伊斯·布拉布纳的小说“” - 《無法無天》——布罗里欧·曼托伐尼改编自保罗·林斯的同名小说 - 《神秘河流》——布莱恩·海尔格兰德改编自丹尼斯·勒翰的同名小说 - 《壮志奔腾》——蓋瑞·羅斯改编自劳拉·希伦布兰德的小说《海洋饼干：一个美国传奇》 |
| 动画长片 | 外语片 |
| - 《海底总动员》——安德鲁·斯坦顿 - 《熊的传说》——阿隆·布莱斯（Aaron Blaise）和罗伯特·沃克（Robert Walker） - 《佳麗村三姊妹》——西维亚·乔迈 | - 《野蛮人的入侵》（加拿大，法语）——丹尼斯·阿坎德 - 《壞孩子》（瑞典，瑞典語）——米凯尔·哈弗斯特罗姆 - 《黃昏的清兵衛》（日本，日语）——山田洋次 - 《烽火孪生泪》（荷兰，荷兰语）——本·桑伯加特 - 《埃瑞拉》（捷克共和国，捷克语）——安德烈·特罗简 |
| 纪录片 | 纪录短片 |
| - 《戰爭迷霧》——埃洛·莫里斯和麥可·威廉斯 - 《古巴漂移者》——卡洛斯·博世（Carlos Bosch）和何塞普·玛丽亚·多梅内克（Josep Maria Domenech） - 《追捕弗雷德曼家族》——安德鲁·杰瑞克奇（Andrew Jarecki）和马克·斯梅尔灵（Marc Smerling） - 《我的建筑师》——纳撒尼尔·卡恩（Nathaniel Kahn）和苏珊·罗斯·贝尔（Susan Rose Behr） - 《地下气象》——萨姆·格林和比尔·西格尔（Bill Siegel） | - 《切尔诺贝利之心》——玛丽安·德利欧（Maryann DeLeo） - 《避难所》——桑迪·麦克劳德（Sandy McLeod）和基尼·瑞提克（Gini Reticker） - 《渡轮故事》——卡佳·艾森（Katja Esson） |
| 短片 | 动画短片 |
| - 《两个士兵》——亚伦·施耐德（Aaron Schneider）和安德鲁·J·萨克斯（Andrew J. Sacks） - 《红外套》（Die Rote Jacke）——弗洛里安·巴克斯梅尔（Florian Baxmeyer） - 《最》（Most）——鲍比·盖洛彼蒂恩（Bobby Garabedian）和威廉·泽布卡 - 《拥挤》——莱昂内尔·拜流（Lionel Bailliu） - 《扭转》（(A) Torzija）——斯戴芬·阿森尼叶维克 | - 《裸体哈维闯人生》——亚当·艾略特（Adam Elliot） - 《跳跳羊》——巴德·乐凯 - 《命运》——多明尼克·蒙弗里（Dominique Monfery）和洛伊·愛德華·迪士尼 - 《消失的松果》——卡洛斯·沙尔丹哈和约翰·C·唐金（John C. Donkin） - 《吹毛求疵》（Nibbles）——克里斯托弗·辛顿（Christopher Hinton） |
| 原创配乐 | 原创歌曲 |
| - 《指环王：王者归来》——霍华德·肖 - 《大智若魚》——丹尼·葉夫曼 - 《冷山》——盖布瑞·雅德 - 《尘雾家园》——詹姆斯·霍纳 - 《海底总动员》——湯瑪斯·紐曼 | - “”（《指环王：王者归来》插曲）——词曲：弗兰·威尔士、霍华德·肖和安妮·蓝妮克丝 - “”（《风载歌行》插曲）——词曲：迈克尔·麦基恩和安妮特·奥图 - “”（《冷山》插曲）——词曲：史汀 - “”《冷山》——词曲：T-本恩·本内特和艾維斯·卡斯提洛 - “”（《佳麗村三姊妹》插曲）——伯努瓦·沙雷作曲，西维亚·乔迈作词 |
| 音效剪辑 | 音效 |
| - 《怒海爭鋒：極地征伐》——理查德·金 - 《加勒比海盗：黑珍珠号的诅咒》——克里斯托弗·博伊斯和乔治·沃特斯二世（George Watters II） - 《海底总动员》——加里·里德斯特罗姆和迈克尔·席维斯（Michael Silvers） | - 《指环王：王者归来》——克里斯托弗·博伊斯、迈克尔·斯曼内科、迈克尔·赫奇斯 和 哈蒙德·匹克 - 《最後武士》——安迪·尼尔森、安娜·贝尔默和杰夫·韦克斯勒 - 《壮志奔腾》——安迪·尼尔森、安娜·贝尔默和托德·梅特兰 - 《加勒比海盗：黑珍珠号的诅咒》——克里斯托弗·博伊斯、大卫·帕克、大卫·坎贝尔和李·奥尔洛夫 - 《怒海爭鋒：極地征伐》——保罗·梅西、道格·亨普希尔和阿特·罗切斯特                                            |
| 艺术指导 | 摄影 |
| - 《指环王：王者归来》——艺术指导格兰特·梅杰（Grant Major），内部装饰：丹·汉娜（Dan Hennah）和阿兰·李 - 《戴珍珠耳環的少女》——艺术指导：本·凡·奥斯（Ben Van Os），内部装饰：塞西尔·海德曼（Cecile Heideman） - 《壮志奔腾》——艺术指导：珍妮·欧普瓦，内部装饰：莱斯利·波普（Leslie Pope） - 《最後武士》——艺术指导：莉莉·基尔维特（Lilly Kilvert），内部装饰：格雷琴·劳（Gretchen Rau） - 《怒海爭鋒：極地征伐》——艺术指导威廉·桑德尔（William Sandell），内部装饰：罗伯特·古尔德 | - 《怒海爭鋒：極地征伐》——拉塞尔·波伊德 - 《無法無天》——恺撒·查隆 - 《戴珍珠耳環的少女》——愛德華多·塞拉 - 《壮志奔腾》——约翰·施瓦兹曼 - 《冷山》——约翰·希尔 |
| 化妆 | 服装设计 |
| - 《指环王：王者归来》——理察·泰勒 和 彼得·金 - 《加勒比海盗：黑珍珠号的诅咒》——威·尼尔（Ve Neill）和马丁·塞缪尔（Martin Samuel） - 《怒海爭鋒：極地征伐》——爱德华·亨利克斯三世（Edouard Henriques III）和约兰达·塔辛（Yolanda Toussieng） | - 《指环王：王者归来》——姬拉·迪克森和理查德·泰勒（Richard Taylor） - 《戴珍珠耳環的少女》——迪恩·凡·斯塔伦（Dien van Straalen） - 《壮志奔腾》——茱迪安娜·馬科夫斯基 - 《最後武士》——姬拉·迪克森 - 《怒海爭鋒：極地征伐》——温迪·斯蒂茨（Wendy Stites） |
| 剪辑 | 视觉效果 |
| - 《指环王：王者归来》——杰米·塞尔柯克 - 《無法無天》——丹尼尔·雷森德（Daniel Rezende） - 《怒海爭鋒：極地征伐》——李·史密斯（Lee Smith） - 《冷山》——沃尔特·默奇 - 《壮志奔腾》——威廉·戈登伯格 | - 《指环王：王者归来》——吉姆·赖吉尔、兰德尔·威廉·库克（Randall William Cook）、亚历克斯·冯克（Alex Funke）和乔·莱特瑞 - 《怒海爭鋒：極地征伐》——丹·苏迪克（Dan Sudick）、斯蒂芬·范米尔（Stefen Fangmeier、内森·麦吉尼斯（Nathan McGuinness）和罗伯特·斯托姆伯格 - 《加勒比海盗：黑珍珠号的诅咒》——约翰·诺尔、哈尔·西克尔（Hal Hickel）、查尔斯·吉布森（Charles Gibson）和特里·弗雷齐（Terry Frazee） |

### 奥斯卡荣誉奖
- 布萊克·愛德華[20]

### 提名和获奖大户
| 提名数量 | 片名                           |
| -------- | ------------------------------ |
| 11       | 《指环王：王者归来》           |
| 10       | 《怒海爭鋒：極地征伐》         |
| 7        | 《冷山》                       |
| 7        | 《壮志奔腾》                   |
| 6        | 《神秘河流》                   |
| 5        | 《加勒比海盗：黑珍珠号的诅咒》 |
| 4        | 《無法無天》                   |
| 4        | 《海底总动员》                 |
| 4        | 《最後武士》                   |
| 4        | 《迷失东京》                   |
| 3        | 《畫意私情》                   |
| 3        | 《尘雾家园》                   |
| 3        | 《前进天堂》                   |
| 2        | 《野蛮人的入侵》               |
| 2        | 《佳麗村三姊妹》               |
| 2        | 《靈魂的重量》                 |

| 获奖数量 | 片名                   |
| -------- | ---------------------- |
| 11       | 《指环王：王者归来》   |
| 2        | 《怒海爭鋒：極地征伐》 |
| 2        | 《神秘河流》           |

## 颁奖和表演嘉宾
以下人士出场颁发了奖项或表演节目：

### 颁奖嘉宾（按出场顺序排列）
| 姓名                               | 角色                                               |
| ---------------------------------- | -------------------------------------------------- |
| 安迪·盖勒（Andy Geller）                      | 第76届奥斯卡颁奖典礼广播员                         |
| 肖恩·康纳利                        | 引出开场蒙太奇                                     |
| 凯瑟琳·泽塔-琼斯                   | 颁奖男配角奖                                       |
| 伊恩·麦克莱恩                      | 介绍最佳影片提名电影《指环王：王者归来》           |
| 安吉丽娜·朱莉                      | 颁发艺术指导奖                                     |
| 罗宾·威廉斯                        | 颁发动画长片奖                                     |
| 蕾妮·泽尔维格                      | 颁发服装设计奖                                     |
| 尼古拉斯·凯奇                      | 介绍最佳影片提名电影《怒海爭鋒：極地征伐》         |
| 克里斯·库珀                        | 颁发女配角奖                                       |
| 汤姆·汉克斯                        | 引出向鲍勃·霍普致敬的段落                          |
| 本·斯蒂勒 歐文·威爾森              | 颁发短片奖和动画短片奖                             |
| 丽芙·泰勒                          | 引荐原创歌曲奖提名作品“”、“”和“”的表演嘉宾上台表演 |
| 贾达·萍克·史密斯 威爾·史密斯       | 颁发视觉效果奖                                     |
| 珍妮佛·嘉納                        | 引出奥斯卡科技成果奖和戈登·E·索耶奖颁奖片断        |
| 吉姆·凯瑞                          | 向布萊克·愛德華颁发奥斯卡荣誉奖                    |
| 比爾·莫瑞                          | 介绍最佳影片提名电影《迷失东京》                   |
| 斯嘉丽·约翰逊                      | 颁发化妆奖                                         |
| 桑德拉·布洛克 约翰·特拉沃尔塔      | 颁发音效和音效剪辑奖                               |
| 朱莉娅·罗伯茨                      | 引出向凯瑟琳·赫本致敬的段落                        |
| 奥普拉·温弗瑞                      | 介绍最佳影片提名电影《神秘河流》                   |
| 约翰·库萨克 黛安·蓮恩              | 颁发纪录短片奖                                     |
| 亚历克·鲍德温 妮奥米·瓦兹          | 颁发纪录片奖                                       |
| 弗兰克·皮尔森                      | 引出纪念去世影人片断                               |
| 菲尔·柯林斯 史汀                   | 颁发原创配乐奖                                     |
| 皮尔斯·布鲁斯南 茱莉安·摩爾        | 颁发剪辑奖                                         |
| 杰米·李·柯蒂斯                     | 引荐原创歌曲奖提名作品“”和“”的表演嘉宾上台表演     |
| 杰克·布莱克 威爾·法洛              | 颁发原创歌曲奖                                     |
| 查理兹·塞隆                        | 颁发外语片奖                                       |
| 裘德·洛 乌玛·瑟曼                  | 颁发摄影奖                                         |
| 弗朗西斯·福特·科波拉 蘇菲亞·柯波拉 | 颁发原著改编奖                                     |
| 托比·马奎尔                        | 介绍最佳影片提名电影《壮志奔腾》                   |
| 蒂姆·罗宾斯 蘇珊·莎蘭登            | 颁发原创剧本奖                                     |
| 汤姆·克鲁斯                        | 颁发导演奖                                         |
| 艾德里安·布洛迪                    | 颁发女主角奖                                       |
| 妮可·基德曼                        | 颁发男主角奖                                       |
| 史蒂文·斯皮尔伯格                  | 颁发最佳影片奖                                     |

### 表演嘉宾（按出场顺序排列）
| 姓名                            | 角色     | 表演内容                                               |
| ------------------------------- | -------- | ------------------------------------------------------ |
| 马克·施艾曼 哈罗德·惠勒         | 音乐编排 | 管弦乐                                                 |
| 比尔·克里斯托                   | 主持人   | 开场歌舞                                               |
| 艾丽森·克劳丝 史汀              | 表演者   | 《冷山》插曲“”                                         |
| 艾維斯·卡斯提洛 艾丽森·克劳丝   | 表演者   | 《冷山》插曲“”                                         |
| 安妮·蓝妮克丝                   | 表演者   | 《指环王：王者归来》插曲“”                             |
| 尤金·列维 凯瑟琳·欧哈拉[a]      | 表演者   | 《风载歌行》插曲“”                                     |
| 比阿特丽斯·波尼法西 伯努瓦·沙雷 | 表演者   | 《佳麗村三姊妹》插曲“”                                 |
| 杰克·布莱克 威爾·法洛           | 表演者   | 在颁发原创歌曲奖期间表演恶搞歌曲“”（意为《滚下台去》） |

## 典礼资讯

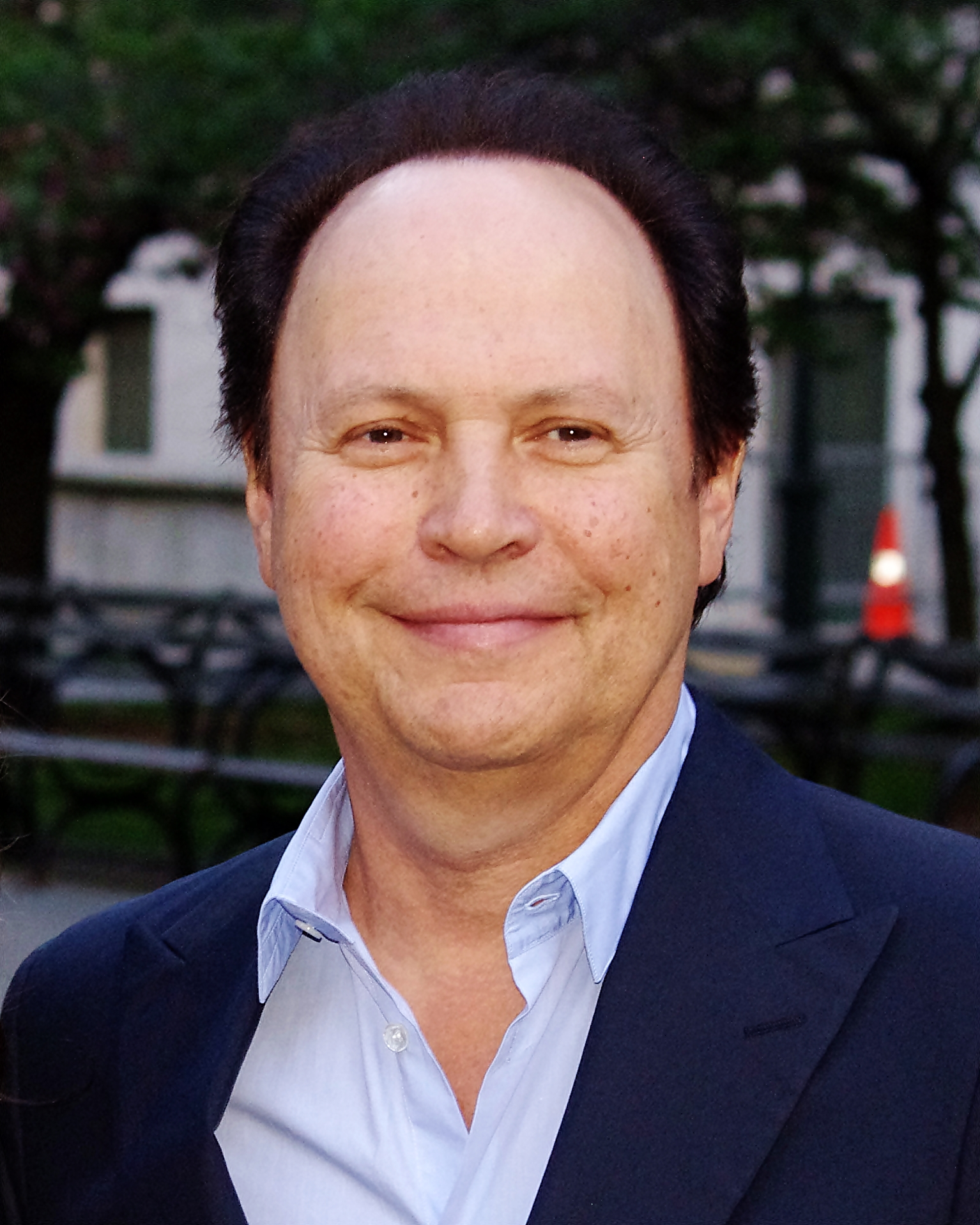
比利·克里斯托担任第76届奥斯卡颁奖典礼的主持人

由于去年颁奖典礼的收视率很不理想，电影艺术与科学学院于是寻求作出多项调整，并为即将上演的新一届颁奖典礼聘请新制片人。学院宣布本届晚会将于二月底举行，而不是往年的三月底或四月初。艺术与科学学院通讯主任约翰·帕夫利克（John Pavlik）称，将典礼提前一个月是为了“巩固颁奖典礼下滑的收视率并保护奥斯卡作为全国超群绝伦颁奖活动的地位”。虽然学院的多位人员都否认了这一原因，一些业内人士推测，颁奖日期的提前也是为了减轻电影制片公司在奥斯卡季节里激烈的宣传和游说活动。这也是继第14届以来，首次没有在3-4月份举行的颁奖典礼。
2003年8月，电影制片人乔·罗斯获聘监管颁奖典礼的制作，他于次月请来老牌奥斯卡主持人比利·克里斯托第8次主持颁奖典礼。为了给节目做宣传，罗斯制作了三段预告片，每段都使用了不同的流行曲段，分别是麥當娜的，的以及粉红佳人的。预告片中包括有过去颁奖典礼的片断，还有像（意为“期待惊喜”）和（意为“奥斯卡之夜”）之类口号不时在镜头上闪过:357。这些宣传广告在电影院和多个有线电视频道播映，还有在商店销售:356。学院还史无前例地允许谈话节目主持人奥普拉·温弗里进行采访，接触节目排练，这也是她覆盖了电视转播幕后准备工作的长达一个月同名谈话节目的一部分:356。

### 美国电影协会的禁令
2003年9月，美国电影协会由于担心盗版活动而禁止将小成本电影筛选分发给电影奖项评选团体:358。许多独立电影制片公司和知名导演反对这一做法，因为小成本电影如果要引起学院成员的注意，这一筛选至关重要，所以禁令将对这些电影在奥斯卡奖上斩露头角的机会造成不利影响:358。次月，美国电影艺术与科学学院和美国电影协会达成一项协议，学院成员将获得筛选电影名单，但他们不能把这些电影泄露给外界人士。2003年12月，纽约一位联邦法官以违反联邦反托拉斯法为由推翻了这道禁令:359。

### 最佳影片提名作品票房表现
截止1月27日提名名单公布时，所有五部获最佳影片提名的电影美国本土总票房成绩为6.38亿美元，平均每部1.27亿美元。其中《指环王：王者归来》以3亿3834万5008美元名列榜首，其后分别是收入1亿2023万1534美元的《奔腾年代》，8532万7367美元的《怒海爭鋒：極地征伐》，5911万4051美元的《神秘河流》和3483万9137美元的《迷失东京》。

### 延时直播
由于第三十八届超级碗半场表演时出现的争议性事件影响，美国广播公司对直播的节目采取5秒钟的延时，确保不会有粗俗内容直播出去。美国电影艺术与科学学院主席弗兰克·皮尔森在一份书面声明中对这一做法表示抗议，认为即使是非政府主导的这种很短暂的延迟也意味着对广播节目进行审查，因为这可能导致电视台对节目进行自我审查以期达到政府的要求，甚至更糟。对此制片人乔·罗斯表示，只有那些非政治性的亵渎性言辞才会被审查。

### 专业评价
颁奖典礼获得的媒体评价褒贬不一。《芝加哥論壇報》电视评论员史蒂夫·约翰逊（Steve Johnson）感叹节目“熟悉得几乎让人感到麻木，而且文绉绉得让人失望”。他也批准了美国广播公司延时5秒直播的决定。《华盛顿邮报》的汤姆·谢尔斯笑称颁奖典礼的娱乐性和看果冻凝结差不多。他还批评晚会气氛沉闷，缺乏惊喜。《旧金山纪事报》专栏作家蒂姆·古德曼（Tim Goodman）感叹道：“第76届奥斯卡颁奖典礼上没多少戏剧性和喜剧，虽然表彰的是《指环王》这样的杰作，但还是毫无生命力。”
其它媒体对节目的评价更为正面。《娱乐周刊》的肯·塔克赞扬了克里斯托的主持，称他在“史提夫·馬丁机敏的愚蠢行径和琥碧·戈柏毫不悔改的闹剧之间找到了完美的平衡”。而对晚会本身，他认为节目说服了观众2003年是电影业成功的一年，而这一点可能是好莱坞并没有做到的。《纽约观察家报》影评人安德鲁·萨里斯称颁奖典礼是“记忆中最有趣而且最不乏味的”一届。他还对制片人乔·罗斯有高度评价：“从（我）这么一位老评论员来看，罗斯先生，你的工作做得很好。”:384《今日美國》评论员罗伯特·比安科（Robert Bianco）认为，虽然《指环王》横扫大部分奖项导致晚会缺乏惊喜，但主持人克里斯托还是能够给这个夜晚带来欢笑。他还进一步称赞节目与去年相比更有魅力，更正能量，节奏上更为得体。

### 收视和奖项
本次颁奖典礼由美国广播公司在美国直播，其播出时段平均有4356万观众收看，与去年相比提高了26%，而所有观看过部分时段节目的观众总数量则估计有7389万。从尼尔森收视率调查的数量看，节目的表现也强过去年，吸引了26%的家庭观看，提升幅度超过27%。此外，节目还在18-49岁年龄段人群中获得了15.3的收视率。这也是继2000年的第72届奥斯卡颁奖典礼以来收视成绩最好的一次。
2004年7月，颁奖典礼获得了第56届黄金时段艾美奖的9项提名，并在两个月后成功为路易斯·J·霍维茨拿下了电视转播指导奖。

## 纪念
奥斯卡颁奖典礼上一年一度的“纪念”致敬环节旨在纪念过去一年中逝世的业内人士，本场晚会上的这一环节由学院主席弗兰克·皮尔森引出。蒙太奇中包括了1940年电影《巴格达大盗》中罗饶·米克罗斯作曲的（意为《公主的爱》），他还为《賓漢》、《意亂情迷》、《暴君焚城录》、《万王之王》和《万世英雄》等电影谱写过配乐：:379
| - 格里高利·派克 - 温蒂·希勒 - 戴维·海明斯 - 霍普·兰格 - 乔治·阿克塞尔罗德 - 查尔斯·布朗森 - 迈克尔·杰特 - 大卫·纽曼 - 罗恩·奥尼尔 - 亞特·卡尼 - 伊利亚·卡赞 - 莱尼·里芬斯塔尔 - 卡伦·莫利 - 巴迪·艾布森 - 约翰·施莱辛格 | - 斯坦·布拉哈格 - 雷·斯塔克 - 安德鲁·J·库恩 - 约翰·里特 - 休姆·克罗宁 - 巴迪·哈克特 - 邁克爾·凱曼 - 约翰·格列高利·邓恩 - 罗伯特·斯塔克 - 阿兰·贝茨 - 格雷戈里·海因斯 - 杰克·伊莱姆 - 珍妮·克雷恩 - 安·米勒 - 唐纳德·奥康纳 |

除此以外，汤姆·汉克斯还专门引出了对2003年逝世的喜剧演员、老牌奥斯卡主持人鲍勃·霍普的致敬片段。之后女演员茱莉娅·罗伯茨也引出了一段向女演员凯瑟琳·赫本的致敬片段。